# Masterpiece (canção de Jessie J)
"Masterpiece" é uma canção da cantora britânica Jessie J, gravada para o seu terceiro álbum de estúdio Sweet Talker. Foi escrita e produzida por Josh Alexander, com auxílio na composição por Britt Burton e Emily Warren. Inicialmente, a música foi divulgada na iTunes Store a 7 de Outubro de 2014, em conjunto com "Ain't Been Done", servindo como segundo single promocional do álbum. A 13 de Janeiro de 2015, foi enviada para as rádios norte-americanas, através da Republic Records, servindo como terceiro single mundial e quarto no total retirado do disco. Pela revista Time, foi nomeada a terceira pior canção do ano de 2014.

## Antecedentes
Depois do lançamento do seu segundo álbum de estúdio Alive, a artista anunciou que a sua versão norte-americana seria adiada por decisão da editora discográfica. As gravações do novo material contaram com a presença de Pharrell Williams. Posteriormente, a cantora revelou que estava a mudar-se para os Estados Unidos em 2014, na tentativa de fazer sucesso no mercado musical do país. Depois de desistir da ideia de lançar uma versão norte-americana de Alive, Jessie J confirmou que um novo álbum seria lançado a nível mundial e que contaria com a produção de Max Martin, Ammo, Williams, entre outros.